# U2 360°
U2 360° ili Kiss the Future je naziv turneje irskog rock sastava U2, koja je započela 30. lipnja 2009. na stadionu Camp Nou u Barceloni, a završila 30. srpnja 2011. na glazbenom festivalu Magnetic Hill u kanadskom Monctonu.  
Po prvi puta su svirali u Hrvatskoj, dva koncerta na zagrebačkom stadionu Maksimiru, 9. kolovoza i 10. kolovoza 2009.
Turneju je sponzorirala tvrtka BlackBerry i nastup u Barceloni bio je prvi stadionski nastup nakon turneje Vertigo 2005./2006. Turneja je ujedno i promocija njihovog dvanaestog albuma - No Line on the Horizon.
Producent turneje U2 360° je kompanija Live Nation Global Touring.

## Naziv turneje i pozornica
Naziv turneje U2 360° je zbog specifične, rotirajuće pozornice na kojoj bi nastup sastava trebao biti jednako vidljiv sa svakog mjesta na stadionima.
Willie Williams, dugogodišnji direktor koncerata U2,  zajedno s arhitektom Markom Fisherom, koji je radio na prethodnim turnejama: ZooTV, PopMart, Elevation i Vertigo, udružuju se da bi stvorili jedinstveni koncertni doživljaj. Za ovu turneju predviđene su tri identične pozornice, koje se postavljaju prema planu turneje, kako bi se maksimalno iskoristilo vrijeme i da datumi koncerata mogu biti relativno zgusnuti. Iste će po okončanju turneje biti donirane da budu mjesto održavanja kulturnih događaja.
Ovo je prvi puta da U2 upotrebljavaju ovakvu jedinstvenu i originalnu opremu i tehniku konstrukcije s ciljem da doživljaj publike bude potpun:
| „                              | U2 su uvijek davali najbolje od sebe kada su bili okruženi svojom publikom. Ovo predstavlja veliki korak naprijed. | ” |
| — Paul McGuinness, menadžer U2 | |   |

## Predgrupe
Predgrupe na europskom dijelu 2009. etapa 1: Glasvegas, Damien Dempsey, Elbow, Kaiser Chiefs, Republic of Loose, Snow Patrol, The Script, Bell X1, The Hours i Black Eyed Peas.
Predgrupe na sjevernoameričkom dijelu 2009. etapa 2: Snow Patrol, Muse, Black Eyed Peas.
Predgrupe na europskom dijelu 2010. etapa 3: Kasabian, Snow Patrol, OneRepublic, Interpol
Predgrupe na australskom i novozelandskom dijelu 2010. etapa 4: Jay Z
Predgrupe na afričkom, sjevernoameričkom i latinoameričkom dijelu 2011. etapa 5: Snow Patrol, The Fray, Lenny Kravitz, Florence and The Machine, Muse i Interpol.

## Zagrebački koncerti
U2 su u Zagrebu nastupili 9. i 10. kolovoza 2009. Prvotno je planiran jedan nastup u ponedjeljak 10. kolovoza 2009. na maksimirskom stadionu, no, zbog rekordno brze prodaje ulaznica (u nekoliko sati!), organizator turneje, tvrtka Live Nation i domaći organizator, tvrtka Lupa promotion, odlučili su dodati još jedan nastup. S obzirom na daljnji tijek turneje, jedini slobodni termin bio je nedjelja 9. kolovoza 2009. jer je sljedeći nastup bio u Londonu već 14. kolovoza 2009., tako je prvotno najavljeni nastup postao drugi po redu što je dio obožavatelja dočekao s negodovanjem, govoreći da idu na reprizu. Nasreću, to se nije dogodilo: U2 su vrhunski odradili oba dva koncerta, drugi možda i s većim emotivnim nabojem, vjrojatno zbog emotivnije i angažiranije reakcije publike, koja je većim dijelom bila sastavljena od članova U2 fan kluba iz cijele regije, koji su svoje ulaznice imali prilike kupiti u pretprodaji te sretnika koji su imali sreće ulaznice kupiti cjelonoćnim trudom uz računalo.Predgrupe su bili Snow Patrol i The Hours. Rasprodanim koncertima je u ta dva dana nazočilo oko 120.000 (124.102 prodanih karata) ljudi iz cijele regije. Koncerti su bili mješavina promocije albuma No Line on the Horizon i klasika grupe kroz tridesetogodišnje djelovanje. Bono je publiku pozdravio na hrvatskom jeziku, uz nabrajanje većih hrvatskih gradova: Rijeka, Split, Dubrovnik, uz, naravno Sarajevo za koje je grupa emotivno vezana još od 1997. i legendarnog nastupa na stadionu Koševo. Uz navedeno, iskoristio je uvod u pjesmu Beautiful day za recitaciju Gundulićevih stihova (O lijepa, o draga, o slatka slobodo...) što je publiku dodatno motiviralo. Kroz oba dva nastupa U2 su naglašavali poruke mira, ljubavi, humanizma, što su, uostalom, i temelji njihova razmišljanja tokom čitave karijere. (Poruka Biskupa Desmonda Tutua, posveta mijanmarskoj političarki Aung San Suu Kyi kroz pjesme MLK i Walk on). Popis pjesama je gotovo identičan na sva dosadašnja 44 koncerta (Etapa 1 i 2), s manjim izmjenama, ovisno da li u jednom mjestu imaju jedan ili dva nastupa.

## Popis pjesama
Zagreb, 9. kolovoza 2009:
- Breathe (na turneji izvedena 43 puta)
- No Line On The Horizon (44 puta)
- Get On Your Boots (110 puta)
- Magnificent (96 puta)
- Beautiful Day (110 puta)
- Elevation (94 puta)
- One (110 puta)
- Until The End Of The World (82 puta)
- Stay (Faraway, So Close!) (29 puta)
- Unknown Caller (34 puta)
- The Unforgettable Fire (46 puta)
- City Of Blinding Lights (110 puta)
- Vertigo (110 puta)
- I'll Go Crazy If I Don't Go Crazy Tonight (Remix) (111 puta)
- Sunday Bloody Sunday (108 puta)
- Pride (In The Name Of Love) (65 puta)
- MLK (63 puta)
- Walk On (110 puta)
- Where The Streets Have No Name (110 puta)

Dodatak:
- Ultraviolet (Light My Way) (64 puta)
- With Or Without You (109 puta)
- Moment Of Surrender (108 puta)

Zagreb, 10. kolovoza 2009:
- Breathe
- No Line On The Horizon
- Get On Your Boots
- Magnificent
- Beautiful Day
- Mysterious Ways (93 puta)
- I Still Haven't Found What I'm Looking For (96 puta)
- Stuck In A Moment You Can't Get Out Of (36 puta)
- Unknown Caller
- The Unforgettable Fire
- City Of Blinding Lights
- Vertigo
- I'll Go Crazy If I Don't Go Crazy Tonight (Remix)
- Sunday Bloody Sunday
- Pride (In The Name Of Love)
- MLK
- Walk On
- Where The Streets Have No Name
- One

Dodatak:
- Ultraviolet (Light My Way)
- With Or Without You
- Moment Of Surrender

Uvod u etapu 3 donosi i nešto i izmjenjeniji popis pjesama na nastupima. Tako na popis ulaze i neke novije pjesme:
- Return of the Stingray Guitar (izvedena 33 puta)
- North Star (15 puta)
- Mercy (10 puta)
- Glastonbury (7 puta)
- Every Breaking Wave (3 puta)
- Boy Falls From the Sky (1 puta),

dok su mjesto na popisu našle i pjesme starijeg datuma, a nisu bile izvođene u prve dvije etape:
- In A Little While (50 puta)
- Hold Me, Thrill Me, Kiss Me, Kill Me (46 puta)
- Scarlet (44 puta)
- I Will Follow (42 puta)
- Stuck In A Moment You Can't Get Out Of  (36 puta)
- Even Better Than The Real Thing (31 puta)
- New Year's Day (29 puta)
- Zooropa (27 puta)
- The Fly (14 puta)
- Bad (13 puta)
- All I Want Is You (12 puta)
- Desire (9 puta)
- Angel of Harlem (8 puta)
- Your Blue Room (7 puta)
- Out of Control (6 puta)
- Love Rescue Me (4 puta)
- One Tree Hill (4 puta)
- Stand By Me (4 puta)
- Mothers of the Disappeared (3 puta)
- Electrical Storm (3 puta)
- Party Girl (2 puta)
- Spanish Eyes (1 puta)
- 40 (1 puta)

## Odgoda i nastavak turneje
• 21. svibnja 2010. Bono u teretani ozljeđuje leđa te je isti dan hitno operiran u Münchenu. Priroda ozljede je takva da zahtjeva osam tjedana oporavka te je zbog toga odgođena treća etapa turneje u Sjevernoj Americi, koja je premještena u ljeto 2011. Nastavak turneje kreće po prvotnom rasporedu u Torinou 6. kolovoza 2010.
Nastupi u Cape Townu, Sao Paulou i Montrealu bili su prenošeni globalno putem službene stranice grupe, U2.com, gdje su ih pretplatnici mogli uživo pratiti, dok je putem servisa You Tube globalno prenošen nastup iz Pasadene, (Los Angeles), 25.listopada 2009. koji je pratilo preko 200 milijuna gledatelja diljem svijeta.

## Komercijalni podaci
Turneja je u 2009. bila najbrža po zaradi, nakon 44 nastupa zarada je bila preko 311 milijuna dolara, dok je kroz 2010. za 66 nastupa, prihod narastao na 443 milijuna dolara. 2011. Live Nation je objavio da je turneja postala najbrže i najveće rastuća turneja u povijesti s preko 700 milijuna dolara utrška od prodanih ulaznica. 
Na kraju turneje obznanjene su završne brojke: ukupna zarada od 736,421.586 dolara i 7,272.046 nazočnih posjetitelja.
U suradnji s registriranim fanovima, službena stranica U2.com, krajem 2011. godine pokrenula je anketu za izbor pjesama koje bi se našle na dvostrukom CD-u U22. Ponudili su 46 pjesama, uživo izvedenih na cijeloj turneji, članovi su svojim glasovanjem odabrali 22, koje su u distribuciju kao album U22 (A 22 Track Live Collection From U2360°) krenule 30. svibnja 2012. Na albumu se nalaze i tri pjesme snimljene na zagrebačkim nastupima:
- MLK - snimljeno 9. kolovoza 2009.
- Walk On - snimljeno 9. kolovoza 2009.
- Beautiful Day - snimljeno 10. kolovoza 2009.

Komercijalna, besplatna distribucija albuma je samo za registrirane članove U2.com, koji su svoje članstvo obnovili za 2012. godinu.

## Nadnevci turneje
| Nadnevak                              | Grad            | Država                 | Mjesto                          |
| ------------------------------------- | --------------- | ---------------------- | ------------------------------- |
| Etapa 1: Europa 2009.                 |                 |                        |                                 |
| 30. lipnja 2009.                      | Barcelona       | Španjolska             | Camp Nou                        |
| 2. srpnja 2009.                       | Barcelona       | Španjolska             | Camp Nou                        |
| 7. srpnja 2009.                       | Milano          | Italija                | San Siro                        |
| 8. srpnja 2009.                       | Milano          | Italija                | San Siro                        |
| 11. srpnja 2009                       | Pariz           | Francuska              | Stade de France                 |
| 12. srpnja 2009.                      | Pariz           | Francuska              | Stade de France                 |
| 15. srpnja 2009.                      | Nica            | Francuska              | Parc des Sports Charles Ehrmann |
| 18. srpnja 2009.                      | Berlin          | Njemačka               | Olimpijski stadion              |
| 20. srpnja 2009.                      | Amsterdam       | Nizozemska             | Amsterdam Arena                 |
| 21. srpnja 2009.                      | Amsterdam       | Nizozemska             | Amsterdam Arena                 |
| 24. srpnja 2009.                      | Dublin          | Irska                  | Croke Park                      |
| 25. srpnja 2009.                      | Dublin          | Irska                  | Croke Park                      |
| 27. srpnja 2009.                      | Dublin          | Irska                  | Croke Park                      |
| 31. srpnja 2009.                      | Göteborg        | Švedska                | stadion Mia Ullevi              |
| 1. kolovoza 2009.                     | Göteborg        | Švedska                | stadion Mia Ullevi              |
| 3. kolovoza 2009.                     | Gelsenkirchen   | Njemačka               | Veltins-Arena                   |
| 6. kolovoza 2009.                     | Chorzów         | Poljska                | stadion Śląski                  |
| 9. kolovoza 2009.                     | Zagreb          | Hrvatska               | stadion Maksimir                |
| 10. kolovoza 2009.                    | Zagreb          | Hrvatska               | stadion Maksimir                |
| 14. kolovoza 2009                     | London          | Engleska               | Wembley                         |
| 15. kolovoza 2009.                    | London          | Engleska               | Wembley                         |
| 18. kolovoza 2009.                    | Glasgow         | Škotska                | Hampden Park                    |
| 20. kolovoza 2009.                    | Sheffield       | Engleska               | Don Valley                      |
| 22. kolovoza 2009.                    | Cardiff         | Wales                  | Millennium                      |
| Etapa 2: Sjeverna Amerika 2009.       |                 |                        |                                 |
| 12. rujna 2009.                       | Chicago         | SAD                    | Soldier Field                   |
| 13. rujna 2009.                       | Chicago         | SAD                    | Soldier Field                   |
| 16. rujna 2009.                       | Toronto         | Kanada                 | Rogers Centre                   |
| 17. rujna 2009.                       | Toronto         | Kanada                 | Rogers Centre                   |
| 20. rujna 2009.                       | Boston          | SAD                    | stadion Gilette                 |
| 21. rujna 2009.                       | Boston          | SAD                    | stadion Gilette                 |
| 24. rujna 2009.                       | New York        | SAD                    | stadion NY Giantsa              |
| 25. rujna 2009.                       | New York        | SAD                    | stadion NY Giantsa              |
| 29. rujna 2009.                       | Washington      | SAD                    | FedEx Field                     |
| 1. listopada 2009.                    | Charlottesville | SAD                    | stadion Scott                   |
| 3. listopada 2009.                    | Raleigh         | SAD                    | stadion Carter-Finley           |
| 6. listopada 2009.                    | Atlanta         | SAD                    | Georgia Dome                    |
| 9. listopada 2009.                    | Tampa           | SAD                    | stadion Raymond James           |
| 12. listopada 2009.                   | Dallas          | SAD                    | stadion Dallas Cowboysa         |
| 14. listopada 2009.                   | Houston         | SAD                    | Reliant                         |
| 18. listopada 2009.                   | Norman          | SAD                    | stadion Oklahoma Memorial       |
| 20. listopada 2009.                   | Phoenix         | SAD                    | stadion sveučilišta Phoenix     |
| 23. listopada 2009.                   | Las Vegas       | SAD                    | stadion Sam Boyd                |
| 25. listopada 2009.                   | Los Angeles     | SAD                    | Rose Bowl                       |
| 28. listopada 2009.                   | Vancouver       | Kanada                 | BC Place                        |
| Etapa 3: Europa 2010.                 |                 |                        |                                 |
| 6. kolovoza 2010.                     | Torino          | Italija                | Olimpijski stadion              |
| 10. kolovoza 2010.                    | Frankfurt       | Njemačka               | Commerzbank-Arena               |
| 12. kolovoza 2010.                    | Hannover        | Njemačka               | AWD-Arena                       |
| 15. kolovoza 2010.                    | Horsens         | Danska                 | CASA Arena Horsens              |
| 16. kolovoza 2010.                    | Horsens         | Danska                 | CASA Arena Horsens              |
| 20. kolovoza 2010.                    | Helsinki        | Finska                 | Olimpijski stadion              |
| 21. kolovoza 2010.                    | Helsinki        | Finska                 | Olimpijski stadion              |
| 25. kolovoza 2010.                    | Moskva          | Rusija                 | Stadion Lužniki                 |
| 28. kolovoza 2010.                    | Katowice        | Poljska                | Spodek                          |
| 29. kolovoza 2010.                    | Budimpešta      | Mađarska               | Puskás Ferenc Stadion           |
| 30. kolovoza 2010.                    | Beč             | Austrija               | stadion Ernst Happel            |
| 3. rujna 2010.                        | Atena           | Grčka                  | Olimpijski stadion u Ateni      |
| 6. rujna 2010.                        | Istanbul        | Turska                 | stadion Atatürk                 |
| 11. rujna 2010.                       | Zurich          | Švicarska              | Letzigrund                      |
| 12. rujna 2010.                       | Zurich          | Švicarska              | Letzigrund                      |
| 15. rujna 2010.                       | München         | Njemačka               | Olimpijski stadion              |
| 18. rujna 2010.                       | Pariz           | Francuska              | Stade De France                 |
| 22. rujna 2010.                       | Bruxelles       | Belgija                | Stade Roi Boudoin               |
| 23. rujna 2010.                       | Bruxelles       | Belgija                | Stade Roi Boudoin               |
| 26. rujna 2010.                       | San Sebastian   | Španjolska             | de Anoeta                       |
| 29. rujna 2010.                       | Sevilla         | Španjolska             | Olimpijski stadion              |
| 2. listopada 2010.                    | Coimbra         | Portugal               | Gradski stadion                 |
| 3. listopada 2010.                    | Coimbra         | Portugal               | Gradski stadion                 |
| 8. listopada 2010.                    | Rim             | Italija                | Stadio Olimpico                 |
| Etapa 4: Oceanija 2010.               |                 |                        |                                 |
| 25. studenoga 2010.                   | Auckland        | Novi Zeland            | stadion Mt. Smart               |
| 26. studenoga 2010.                   | Auckland        | Novi Zeland            | stadion Mt. Smart               |
| 1. prosinca 2010.                     | Melbourne       | Australija             | Etihad                          |
| 3. prosinca 2010.                     | Melbourne       | Australija             | Etihad                          |
| 8. prosinca 2010.                     | Brisbane        | Australija             | Suncorp                         |
| 9. prosinca 2010.                     | Brisbane        | Australija             | Suncorp                         |
| 13. prosinca 2010.                    | Sydney          | Australija             | ANZ                             |
| 14. prosinca 2010.                    | Sydney          | Australija             | ANZ                             |
| 18. prosinca 2010.                    | Perth           | Australija             | Subiaco Oval                    |
| 19. prosinca 2010.                    | Perth           | Australija             | Subiaco Oval                    |
| Etapa 5: Južnoafrička Republika 2011. |                 |                        |                                 |
| 13. veljače 2011.                     | Johannesburg    | Južnoafrička Republika | FNB                             |
| 18. veljače 2011.                     | Cape Town       | Južnoafrička Republika | Gradski stadion                 |
| Etapa 6: Južna Amerika 2011.          |                 |                        |                                 |
| 25. ožujka 2011.                      | Santiago        | Čile                   | Nacionalni stadion              |
| 30. ožujka 2011.                      | La Plata        | Argentina              | Stadion Unico De La Plata       |
| 2. travnja 2011.                      | La Plata        | Argentina              | Stadion Unico De La Plata       |
| 3. travnja 2011.                      | La Plata        | Argentina              | Stadion Unico De La Plata       |
| 9. travnja 2011.                      | Sao Paulo       | Brazil                 | Stadion Morumbi                 |
| 10. travnja 2011.                     | Sao Paulo       | Brazil                 | Stadion Morumbi                 |
| 13. travnja 2011.                     | Sao Paulo       | Brazil                 | Stadion Morumbi                 |
| Etapa 7: Sjeverna Amerika 2011.       |                 |                        |                                 |
| 11. svibnja 2011.                     | Mexico City     | Meksiko                | stadion Azteca                  |
| 14. svibnja 2011.                     | Mexico City     | Meksiko                | stadion Azteca                  |
| 15. svibnja 2011.                     | Mexico City     | Meksiko                | stadion Azteca                  |
| 21. svibnja 2011.                     | Denver          | SAD                    | Invesco Field                   |
| 24. svibnja 2011.                     | Salt Lake City  | SAD                    | stadion Rice-Eccles             |
| 29. svibnja 2011.                     | Winnipeg        | Kanada                 | CANAD Inns                      |
| 1. lipnja 2011.                       | Edmonton        | Kanada                 | stadion Commonwealth            |
| 4. lipnja 2011.                       | Seattle         | SAD                    | Qwest Field                     |
| 7. lipnja 2011.                       | Oakland         | SAD                    | Oakland-Alameda County Coliseum |
| 17. lipnja 2011.                      | Anaheim         | SAD                    | Angel                           |
| 18. lipnja 2011.                      | Anaheim         | SAD                    | Angel                           |
| 22. lipnja 2011.                      | Baltimore       | SAD                    | M&T                             |
| 26. lipnja 2011.                      | East Lansing    | SAD                    | Spartan                         |
| 29. lipnja 2011.                      | Miami           | SAD                    | Sun Life                        |
| 2. srpnja 2011.                       | Nashville       | SAD                    | Vanderbilt                      |
| 5. srpnja 2011.                       | Chicago         | SAD                    | Soldier Field                   |
| 8. srpnja 2011.                       | Montreal        | Kanada                 | montrealski hipodrom            |
| 9. srpnja 2011.                       | Montreal        | Kanada                 | montrealski hipodrom            |
| 11. srpnja 2011.                      | Toronto         | Kanada                 | Rogers Centre                   |
| 14. srpnja 2011.                      | Philadelphia    | SAD                    | Lincoln Financial Field         |
| 17. srpnja 2011.                      | St. Louis       | SAD                    | Busch                           |
| 20. srpnja 2011.                      | New York        | SAD                    | New Meadowlands                 |
| 23. srpnja 2011.                      | Minneapolis     | SAD                    | TCF                             |
| 26. srpnja 2011.                      | Pittsburgh      | SAD                    | Heinz Field                     |
| 30. srpnja 2011.                      | Moncton         | Kanada                 | Glazbeni Festival Magnetic Hill |